# 書生 (朝鮮)

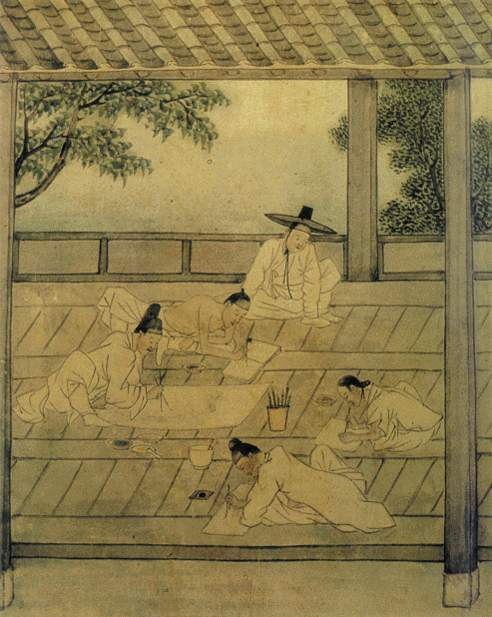
十八世紀的書生正在寫作

書生（韓語：선비）是朝鲜古代對品學兼優學者的一種稱呼，而且此類學者雖然參加了科舉但没當官。不過幾乎所有書生都出自两班階級。由於朝鮮王朝歴史上發生多次士禍，書生的形象被理想化。人們認為，書生應該講究孝道與忠誠，鄙視私人財富和利益，並且願意捨生取義。鄭夢周、死六臣、趙光祖等人被視為典型的書生。現今韓國的部分公共知識分子主張應該恢復書生精神。